# Berlinbiennalen
Berlinbiennalen (die Berlin Biennale für zeitgenössische Kunst) är en internationell utställning för samtida konst, som äger rum i Berlin vartannat år, vid jämna årtal. Det är den näst största återkommande samtidskonstutställningen i Tyskland, efter documenta.

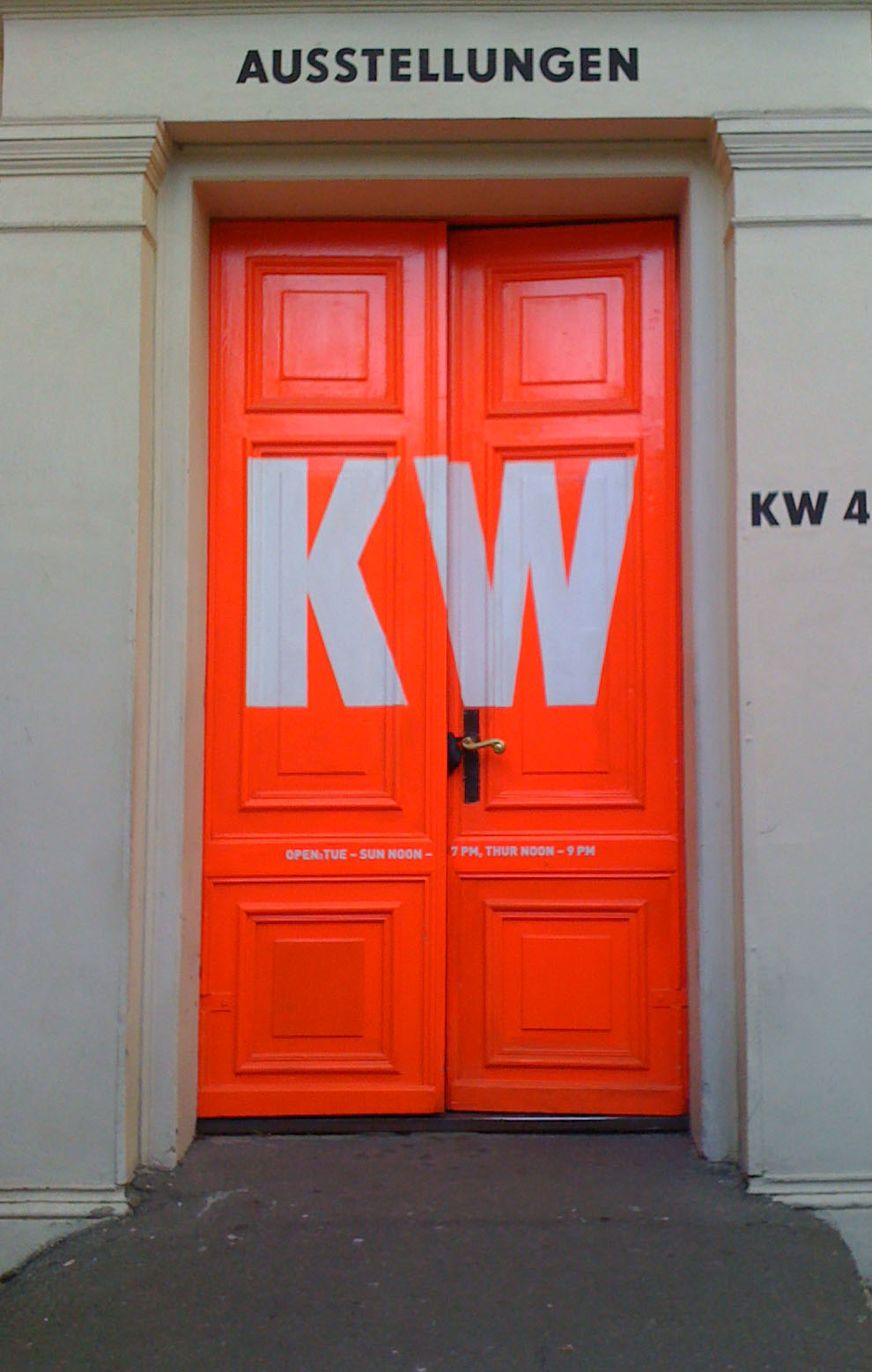
Kunst-Werke Berlin arrangerar Berlinbiennalen.

## Organisation och inriktning
Biennalen har sina utställningar utspridda i olika lokaler i Berlin, med organisatoriskt centrum vid Kunst-Werke Berlin, KW Institute for Contemporary Art, på Auguststrasse 69.
Berlinbiennalen är med i The International Biennial Association (IBA).
Inför varje biennal utses en kurator, eller ett kurators-team, med uppgift att ge nya och ännu inte etablerade positioner inom den yngre konsten en möjlighet att synas. Utställningarna är utspridda runt om i Berlin, och man vill gärna passa på att hitta nya lokaler som inte brukar förknippas med konst. För att ytterligare öka möjligheten för nyare konst att slå igenom internationellt, beställer biennalen också nya verk av konstnärer.

## Utveckling
Berlinbiennalen grundades av Eberhard Mayntz och Klaus Biesenbach. Den senare har även grundat Kunst-Werke Berlin, där den första utställningen hölls 1998.
Sedan 2004 är Kunst-Werke Berlin den officiella arrangören av biennalen, med finansiellt stöd från den federala kulturstiftelsen Kulturstiftung des Bundes. Sedan dess har utställningen återkommit regelbundet vartannat år.
När den sjunde Berlinbiennalen hölls 2012 var det första gången man kunde besöka biennalen utan inträdesavgift. Den beräknas ha fått över 120 000 besökare.

## Utställningar

### 1:a Berlinbiennalen
Den 1:a Berlinbiennalen hölls hösten 1998 och kuraterades av Klaus Biesenbach, Hans Ulrich Obrist och Nancy Spector. Utgångspunkten för den första utställningens var i mycket betraktelsen av Berlin självt, den då pågående diskussionen om dess framtid som kulturellt centrum, Berlins mångfacetterade kulturella miljö och dess utveckling. Man bjöd in 70 internationellt verksamma konstnärer från olika slags discipliner, men som alla antingen bodde eller tillfälligt verkade i Berlin.
| Konstnärer på 1:a Berlinbiennalen |
| --- |
| 3 - 3 de luxe A - Franz Ackermann B - Heike Baranofsky - Alexander Baumgardt / Jan Rikens Hillmann - Eike Becker - Bless - John Bock - Monica Bonvicini C - Jiri Ceiver D - Thomas Demand - Rineke Dijkstra - Stan Douglas E - Olafur Eliasson - Michael Elmgreen / Ingar Dragset F - Aris Fioretos - Jürgen Frisch G - Gob Squad - Dominique Gonzalez-Foerster - Felix Gonzalez-Torres - Douglas Gordon - Grüntuch / Ernst H - Alexa Hennig von Lange - Christine Hill - Thomas Hirschhorn - Carsten Höller - Christine och Irene Hohenbüchler - Honey Suckle Company - Fabrice Hybert K - Johannes Kahrs - Fred Kelemen - Christoph Keller L - Xavier Le Roy - Jan Liesgang - Armin Linke - LSD M - John de Maya - Jonathan Meese - Mathieu Mercier - Till Müller-Klug - Walter Musacchi - MVRDV N - Bert Neumann - Olaf Nicolai O - Gabriel Orozco - Philipp Oswalt - Our House P - Manfred Pernice - Daniel Pflumm - Steven Pippin R - Tobias Rehberger - Pipilotti Rist - Ugo Rondinone - F.R.E.d. RUBIN S - Markus Schinwald - Christoph Schlingensief - Anatolij Shuravlev - Andreas Slominski - Sean Snyder - Kristina Solomoukha - Tim Staffel - Georges Tony Stoll - Jörg Stollmann - SubREAL - Sarah Sze T - Vibeke Tandberg - Thatchers - Wolfgang Tillmans - Rirkrit Tiravanija V - Vogt + Weizenegger W - Marijke van Warmerdam - Beatrice Wrobel Z - Andrea Zittel |

### 2:a Berlinbiennalen
Den 2:a Berlinbiennalen hölls våren 2001. Till skillnad mot den förra utställningens Berlinfokus, tog här kuratorn Saskia Bos in 50 konstnärer från över 30 länder. Konstpublikens eget deltagande hamnade nu i fokus. Med ledorden connectedness, contribution och commitment kritiserade utställningen kommersiella, profitorienterade företeelser i konstvärlden, liksom inslag av elitism och narcissism. Utställningen hade ambitionen att visa på mer positiva ansatser i den nutida konsten, med en närmare dialog med publiken.
| Konstnärer på 2:a Berlinbiennalen |
| --- |
| A - Darren Almond - Carlos Amorales - Kutluğ Ataman B - Fiona Banner - Elisabetta Benassi C - David Claerbout E - Ayse Erkmen - Inka Essenhigh F - Parastou Forouhar - Alicia Framis G - Kendell Geers - Simryn Gill & Liisa Roberts - Liam Gillick - Renée Green - Joseph Grigely & Amy Vogel H - Henrik Håkansson - Swetlana Heger & Plamen Dejanov J - Christian Jankowski - Katarzyna Józefowicz K - Andrée Korpys & Markus Löffler - Surasi Kusolwong L - Claude Lévêque - Little Warsaw M - Aeronut Mik - Jonathan Monk - Markus Muntean / Adi Rosenblum N - Hajnal Németh O - Manuel Ocampo - Tsuyoshi Ozawa P - João Penalva - Dan Peterman - Patricia Piccinini R - Arturas Raila - Navin Rawanchaikul - Rosângela Rennó - Daniel Roth S - Anri Sala - Giu Shi-hua - Ann-Sofi Sidén - Superflex - Apolonija Sustersic T - Xu Tan - Fiona Tan - Joanne Tatham & Tom O’Sullivan - Pascale Marthine Tayou - Fred Tomaselli - Octavian Trauttmansdorff - Keith Tyson W - Stephen Willats |

### 3:e Berlinbiennalen
Komplex Berlin / Complex Berlin

Den 3:e Berlinbiennalen hölls våren 2004, med Ute Meta Bauer som kurator. Utställningens katalog hade titeln Komplex Berlin / Complex Berlin. Man strävade efter att skapa ett möte mellan lokala aktörer inom konst- och kunskapsproduktion för en gemensam diskurs, med särskilt fokus på de strukturella förändringar Berlin genomått under åren efter den avslutade öst-väst-konflikten. I ett brett spektrum av konstdiscipliner presenterades verk av 50 internationella konstnärer, också med reflektioner kring platsens betydelse, Berlins specifika topografo och dess förhållande i jämförelse med andra europeiska städer. Fem kärnteman presenterades som var sitt nav vid biennalens utställningsplatser, ofta framställda på plats: migration, urbana förhållanden, ljudlandskap, moden och scener samt annan bio.
| Konstnärer på 3:e Berlinbiennalen |
| --- |
| A - a room of one’s own - Karin Mamma Andersson - atelier d’architecture autogérée (aaa) B - Judith Barry - Walter van Beirendonck - Ingrid Book och Carina Hedén - Kaucyila Brooke - Fernando Bryce - Maria Bustnes C - Ergin Çavuşoğlu - Banu Cennetoğlu D - Will Doherty E - Marcelo Expósito F - ___fabrics interseason - Christine Fenzl G - Samira Gloor-Fadel H - Florian Hecker J - Isaac Julien K - Serge Kliaving - Erkki Kuenniemi L - David Lamelas - Mark Lewis M - Merzbow (Masami Akita) - Ryuji Miyamoto - Regina Möller N - Piotr Nathan - Bert Neumann - Fanni Niemi-Junkola O - Melik Ohanian - Ulrike Ottinger P - Mathias Poledna R - Liisa Roberts - Aura Rosenberg S - Bojan Sarčević - Dierk Schmidt - Nada Sebestyén - Thomas Struth - Akira Suzuki T - Mika Taanila - Sissel Tolaas U - Nomeda Urbonas och Gediminas Urbonas V - Mika Vainio - Vangelis Vlahos W - Rolf S. Wolkenstein / Christoph Dreher - Amelie von Wulffen |

### 4:e Berlinbiennalen
Von Mäusen und Menschen / Of Mice and Men

Den 4:e Berlinbiennalen hölls våren 2006 och kuraterades av Maurizio Cattelan, Massimiliano Gioni och Ali Subotnick. Utställningen fick namnet Of Mice and Men och var upplagd som en roman, där olika karaktärer visade sina privata öden och allmänmänskliga rädslor. Det drevs ingen särskild tes, utan fokus var mer på livets stora frågor. Man valde en serie okonventionella platser för evenemang och utställningar, dock samlade längs Auguststraße. Verk av 60 konstnärer från fyra generationer visades i utställningen.
Biennalen föregicks av en halvårslång serie mer småskaliga utställningar vid ett lokalt galleri, en presentationsturné runt om i Tyskland kallad The Wrong Gallery samt intervjuer med deltagande konstnärer i en lokal tidning. Kuratorernas researcharbete resulterade också i publikationen Checkpoint Charley med bilder av 700 konstnärer.
| Konstnärer på 4:e Berlinbiennalen |
| --- |
| A - Tomma Abts - Victor Alimpiev - Paweł Althamer - Kai Althoff + Lutz Braun - Ulf Aminde - Micol Assael B - Roger Ballen - Thomas Bayrle - Michael Beutler - Michaël Borremans - Mike Bouchet - Berlinde De Bruyckere - Tobias Buche - Anthony Burdin C - Mircea Cantor - Bruce Conner - Benjamin Cottam - Martin Creed - Oliver Croy mit Oliver Elser - Roberto Cuoghi D - Tacita Dean - Jeremy Deller - Nathalie Djurberg - Gino De Dominicis - Trisha Donnelly E - Marcel van Eden F - Saul Fletcher G - Felix Gmelin - Aneta Grzeszykowska H - Sebastian Hammwöhner + Dani Jakob + Gabriel Vormstein - Rachel Harrison I - Pravdoliub Ivanov J - Sergej Jensen - Dorota Jurczak K - Tadeusz Kantor - Ian Kiaer - Christopher Knowles - Robert Kusmirowski L - Klara Lidén - Erik van Lieshout M - Mark Manders - Corey McCorkle - Michaela Meise - Matthew Monahan - Otto Mühl N - Bruce Nauman - Norbert Schwontowski O - Damián Ortega P - Diego Perrone - Susan Philipsz Q - Jorge Queiroz R - Reynold Reynolds + Patrick Jolley - Ricarda Roggan - Roland Flexner - Aïda Ruilova S - Anri Sala - Markus Schinwald - Michael Schmidt - Thomas Schütte - Tino Sehgal - Shirana Shahbazi - Steven Shearer - Florian Slotawa - Christina Soulou - Larry Sultan & Mike Mandel T - Jaan Toomik W - Gillian Wearing - Clemens von Wedemeyer + Maya Schweizer - Paloma Varga Weisz - Andro Wekua - Francesca Woodman Z - Thomas Zipp |

### 5:e Berlinbiennalen
When things cast no shadow

Den 5:e Berlinbiennalen hölls våren 2008 och kuraterades av Adam Szymczyk och Elena Filipovic. Utställningen hade den här gången namnet When things cast no shadow och bestod av två delar: en på dagen och en på natten.
På dagdelen presenterades verk av 50 konstnärer från fyra generationer, där många av de beställda verken skapades särskilt med tanke på den givna utställningsplatsen. Några veckor innan den officiella invigningen av biennalen, startade en serie soloutställningar som kuraterades av konstnärer som själva deltog i biennalen, och där det gavs en bild av yngre konstnärers relation till arvet från tidigare generationer, modernitet och utställningsformat.
Nattdelen fick ett eget namn: Mes nuits sonts plus belles que vos jours (Mina nätter är vackrare än dina dagar). Här engagerades ytterligare 100 konstnärer och kulturproducenter i ett bett spektrum av evenemang, uppmanade att med fokus på experiment och improvisation bearbeta gamla verk eller skapa helt nya, som en utställning i tillblivelse under biennalens gång.
| Konstnärer på 5:e Berlinbiennalen - Dag |
| --- |
| A - Caner Aslan - Michel Auder B - Nairy Baghramian - Pedro Barateiro - Cezary Bodzianowski - Manon de Boer C - Banu Cennetoğlu & Philippine Hoegen - Marc Camille Chaimowicz D - Thea Djordjadze E - Aleana Egan - Haris Epaminonda - Patricia Esquivias G - Cyprien Gaillard - Jos De Gruyter & Harald Thys - Masist Gül - Daniel Guzmán H - Susan Hiller K - Sung Hwan Kim - Daniel Knorr - Susanne Kriemann - Gabriel Kuri L - Luciana Lamothe - Lars Laumann - Janette Laverrière - Zhao Liang M - Goshka Macuga - David Maljković - Babette Mangolte - Jacob Mishori - Ulrike Mohr - Ania Molska - Melvin Moti N - Nashashibi / Skaer O - Ahmet Öğüt - Paulina Olowska P - Giulia Piscitelli - Paola Pivi - Pushwagner R - Lili Reynaud-Dewar - Pamela Rosenkranz - Kilian Rüthemann S - Paul Sietsema - Ettore Sottsass - Zofia Stryjeńska T - Stefan Thater U - Piotr Uklański V - Tris Vonna-Michell - Mona Vătămanu / Florin Tudor W - Susanne M. Winterling Y - Kohei Yoshiyuki |

| Konstnärer på 5:e Berlinbiennalen - Natt |
| --- |
| A - Danai Anesiadou B - Alexandra Bachzetsis - Nairy Baghramian - Balázs Béla Studio - Ludovic Balland - Ursula Block - Augusto Boal - Manon de Boer - Oksana Bulgakowa C - Banu Cennetoğlu & Philippine Hoegen - Dorit Chrysler - Holk Cruse + Luc Steels E - Aleana Egan - Maria Eichhorn + Seth Siegelaub - Matthias Einhoff + Philip Horst + Markus Lohmann + Harry Sachs + Dan Seiple - Chris Evans G - Cyprien Gaillard - Goodiepal - Masist Gül H - Dieter Hacker - Emma Hedditch - Susan Hiller I - IDEA arts + society J - Cameron Jamie + Keiji Haino K - Tellervo Kalleinen & Oliver Kochta-Kalleinen + Miss Le Bomb - Joachim Koester - Susanne Kriemann L - Janette Laverrière M - Thomas Macho - Goshka Macuga - Babette Mangolte - Kobe Matthys (Agency) + Lina Lindheimer + Björn Frank - James McFarland - Melvin Moti - Rabih Mroué N - Nikakoi - Kristin Norman + Paul Davies O - Ahmet Öğüt - Paulina Olowska P - Pil and Galia Kollectiv - Falke Pisano - The Production Unit - Pushwagner R - Claus-Dieter Rath - Rebond pour la Commune + Arbeiter- und Veteranenchor Neukölln - Lili Reynaud-Dewar - Jimmy Robert - Dieter Roelstraete + Renate Flagmeier S - Wilhelm Sasnal - Aron Schuster - Zofia Stryjeńska - Superflex T - Pilvi Takala - Harald Thys & Erik Thys V - Roi Vaara - Annie Vigier & Franck Apertet - Vinyl-Terror & -Horror & Dr. Nexus - Bettina Vismann W - What, How & for Whom (WHW) - Susanne M. Winterling Z - Dolores Zinny & Juan Maidagan - Artur Żmijewski + Sławomir Sierakowski - Andrzej Żuławski |

### 6:e Berlinbiennalen
Was draußen wartet / What is waiting out there

Den 6:e Berlinbiennalen hölls sommaren 2010, med Kathrin Rhomberg som kurator, och hade titeln Was draußen wartet (Vad som väntar därute). Kuratorn bjöd in 40 konstnärer vars centrala frågeställningar handlar om samtiden och konstens relation till denna. De i flesta fall nyproducerade verken innehöll reflektioner kring olika sätt som man konstnärligt tar till sig och framställer mångfalden av verkligheter i vår samtid.
För en kontextualisering av denna utställnings perspektiv, uppdrogs åt konsthistorikern Michael Fried att samtidigt kuratera en utställning med verk av 1800-tals konstnären Adolph Menzel, en tysk realist och föregångare till impressionismen.
Ett halvår innan den officiella invigningen av biennalen, startade projektet Artists Beyond, där man kunde följa tillkomsten av ett antal verk till biennalen i dialog med konstnärerna.
| Konstnärer på 6:e Berlinbiennalen |
| --- |
| B - Bernard Bazile - Mark Boulos - Mohamed Bourouissa C - Olga Chernysheva - Phil Collins - Minerva Cuevas E - Shanon Ebner - Nir Evron G - Marcus Geiger - Ion Grigorescu - Friedl vom Gröller (Kubelka) - Nilbar Güreş H - Petrit Halilaj - Marlene Haring J - Cameron Jamie - Sven-Åke Johansson - Thomas Judin K - Sung Hwan Kim - George Kuchar - Andrey Kuzkin L - Thomas Locher - Adrian Lohmüller - Armando Lulaj M - Renzo Martens - Adolph Menzel - Avi Mograbi O - Ferhat Özgür - Henrik Olesen - Roman Ondák - Marion von Osten S - Margaret Salmon - Hans Schabus - Michael Schmidt - Ruti Sela & Maayan Amir - Gedi Sibony - John Smith - Michael Stevenson - Sebastian Stumpf T - Ron Tran V - Danh Vo - Marie Voignier - Vincent Vulsma W - Anna Witt X - Pleurad Xhafa / Sokol Peçi |

### 7:e Berlinbiennalen
Forget Fear

Den 7:e Berlinbiennalen hölls våren/sommaren 2012. Den kuraterades av Artur Żmijewski, som till sitt kuratorsteam även bjöd in Joanna Warsza och konstnärskollektivet Voina. Fokus lades på konstens och konstnärers möjligheter att påverka samhället och deras ansvar vad gäller att stimulera människors kritiska blick och drivande av sociala förändringar.
Utställningens möte mellan konst och aktivt politiskt engagemang gjorde den till en av de mer kontroversiella och omdiskuterade Berlinbiennalerna, vilket man nog anat i förväg; den hade fått titeln Forget Fear. Medan vissa sympatiserade med idén och hoppades på utställningen som en vitamininjektion för en aktivare och breddad debatt om konstbegreppet, ifrågasatte också kritiker om det handlade om konst när konstnärer tog sig an alltför konkreta politiska frågor och uttryck, samtidigt som det påpekades att just det politiska uttrycket riskerade att hämmas i de delar där inbjudna aktivister inbjudits att verka inom konstutställningens ordnade ramar.
| Konstnärer på 7:e Berlinbiennalen |
| --- |
| A - Aida Youth Centre - Paweł Althamer - Burak Arikan B - Charlotte Bank - Anna Baranowski / Luise Schröder - Yael Bartana & the Jewish Renaissance Movement in Poland (JRMiP) - Brimboria Institut - BUREAU Mario Lombardo C - Lou Cantor D - Karina Dzieweczyńska F - Femen - Filmpiraten - Foundation Flight, Expulsion, Reconciliation G - Michał Górczyński H - Zafeiris Haitidis I - Institute for Human Activities J - Khaled Jarrar - Joseph Beuys Theater & Teatr.Doc K - Andreas Kaernbach - Kartenrecht - Łukasz Konopa - Ludwig Peter Kowalski - Krétakör - Krytyka Polityczna L - Bernd Langer M - Teresa Margolles - Maciej Mielecki - Mobinil - Antanas Mockus - Mosireen N - Marina Naprushkina P - Hermann Joachim Pagels - Mirosław Patecki - Pixadores - Nada Prlja - Public Movement R - Oleksiy Radynski - Tomáš Rafa - Joanna Rajkowska - David Reeb - Stefan Rusu - David Rych S - Pit Schultz - Jonas Staal - Łukasz Surowiec Z - Martin Zet - Artur Żmijewski |

### 8:e Berlinbiennalen
Den 8:e Berlinbiennalen hölls den 29 maj till 3 augusti 2014, med Juan A. Gaitán som kurator. Här samlades flera internationella positioner som alla berör mötet mellan stora historiska narrativ och den individuella människans erfarenheter. Drygt 60 konstnärer deltog, varav de flesta skapade nya verk för utställningen, som var tänkt att stimulera till nya perspektiv på mindre kända sidor av och sammanhang i historien.
Utställningen 2014 var betydligt mer lågmäld än föregångaren två år tidigare. Den var förlagd vid tre platser ganska långt från varandra: Kunst-Werkes lokaler i Berlin-Mitte, Museen Dahlem och Haus am Wannsee, och uppfattades av flera som både mindre tematiskt sammanhållen och innehållsmässigt mer svårtillgänglig, åtminstone än föregångaren. 
| Konstnärer på 8:e Berlinbiennalen |
| --- |
| A - Zarouhie Abdalian - Bani Abidi - Mathieu Kleyebe Abonnenc - Saâdane Afif - David Chalmers Alesworth - Maria Thereza Alves - Carlos Amorales - Andreas Angelidakis - Leonor Antunes - Julieta Aranda - Tarek Atoui B - Nairy Baghramian - Bianca Baldi - Patrick Alan Banfield - Alberto Baraya - Rosa Barba - Gordon Bennett - Monica Bonvicini - Angela Bulloch C - Zachary Cahill - Mariana Castillo Deball - Carolina Caycedo - Center for Historical Reenactments D - Tacita Dean - Jimmy Durham E - Michaela Eichwald G - Mario García Torres - Beatriz González - Agatha Gothe-Snape - Shilpa Gupta - Cynthia Gutiérrez H - Ganesh Haloi - Carsten Höller I - Iman Issa K - Irene Kopelman L - Matts Leiderstam - Li Xioafei - Glenn Ligon M - Goshka Macuga - Santu Mofokeng N - Shahryar Nashat - Olaf Nicolai - Otobong Nkanga P - Christodoulos Panayiotou R - Judy Radul - Jimmy Robert S - Anri Sala - Slavs and Tatars - Michael Stevenson - Mariam Suhail - Vivian Sundaram T - Gaganendranath Tagore - Wolfgang Tillmans - Tonel V - Danh Vo & Xiu Xiu W - Kemang Wa Lehulere Z - Carla Zaccagnini - David Zink Yi |

### 9:e Berlinbiennalen
Den 9:e Berlinbiennalen hölls, på olika platser i Berlin, 4 juni – 18 september 2016 och kuraterades av det New York-baserade konstnärskollektivet DIS, bestående av Lauren Boyle, Solomon Chase, Marco Roso och David Toro.
| Konstnärer på 9:e Berlinbiennalen |
| --- |
| # - 69 A - Antoni Abad - Halil Altindere - Ei Arakawa i samarbete med: Dan Poston, Stefan Tcherepnin - Korakrit Arunanondchai / Alex Gvojic - atelier le balto - Armen Avanessian / Alexander Martos i samarbete med: Christopher Roth B - Will Benedict C - Julien Ceccaldi - Centre for Style i samarbete med: Anna-Sophie Berger; Burkhard Beschow & Anne Fellner; Max Brand; Rare Candy with Alden Epp, Spencer Lai, Natasha Madden, Misty Pollen, Ander Rennick & Amber Wright; Susan Cianciolo; Marlie Mul; Liam Osborne; H.B. Peace & Kate Meakin; Joshua Petherick; Lin May Saeed; Eirik Sæther - Brody Condon - CUSS Group i samarbete med: ANGEL-HO, FAKA, Megan Mace, NTU D - Kathleen Daniel - Debora Delmar Corp. - Simon Denny med Linda Kantchev E - Cécile B. Evans F - Nicolás Fernández - Lizzie Fitch / Ryan Trecartin - Simon Fujiwara G - GCC - GUAN Xiao H - Calla Henkel / Max Pitegoff - Camille Henrot - Yngve Holen K - Alexa Karolinski / Ingo Niermann - Kartenrecht - Josh Kline - Korpys/Löffler - Nik Kosmas M - M/L Artspace - Shawn Maximo - Ashland Mines N - Katja Novitskova P - Trevor Paglen / Jacob Appelbaum - Juan Sebastián Peláez - Adrian Piper - Alexandra Pirici - Josephine Pryde - Puppies Puppies R - Babak Radboy - Jon Rafman S - Timur Si-Qin - Lucie Stahl - Hito Steyerl T - TELFAR - Christopher Kulendran Thomas - Wu Tsang U - Anna Uddenberg - Amalia Ulman V - Anne de Vries Å - åyr |

### 10:e Berlinbiennalen
We don’t need another hero

Den 10:e Berlinbiennalen hölls 9 juni – 9 september 2018. Kurator var Gabi Ngcobo, konstnär och kurator från Sydafrika, som dessutom bjöd in Moses Serubiri (Uganda), Nomaduma Rosa Masilela (USA), Thiago de Paula Souza (Brasilien) och Yvette Mutumba (Tyskland) för medverkan i ett kuratorsteam.
| Konstnärer på 10:e Berlinbiennalen |
| --- |
| A - Agnieszka Brzeżańska - Ana Mendieta B - Basir Mahmood - Belkis Ayón C - Cinthia Marcelle D - Dineo Seshee Bopape E - Elsa M’bala - Emma Wolukau-Wanambwa F - Fabiana Faleiros - Firelei Báez G - Gabisile Nkosi - Grada Kilomba H - Heba Y. Amin - Herman Mbamba J - Joanna Piotrowska - Johanna Unzueta - Julia Phillips K - Keleketla! Library L - Las Nietas de Nonó - Liz Johnson Artur - Lorena Gutiérrez Camejo - Lubaina Himid - Luke Willis Thompson - Lydia Hamann & Kaj Osteroth - Lynette Yiadom-Boakye M - Mario Pfeifer - Mildred Thompson - Mimi Cherono Ng’ok - Minia Biabiany - Moshekwa Langa N - Natasha A. Kelly O - Okwui Okpokwasili - Oscar Murillo - Özlem Altın P - Patricia Belli - Portia Zvavahera S - Sam Samiee - Sara Haq - Simone Leigh - Sinethemba Twalo och Jabu Arnell - Sondra Perry T - Tessa Mars - Thierry Oussou - Tony Cokes - Tony Cruz Pabón Z - Zuleikha Chaudhari |